# Henry Bodrugan
Sir Henry Bodrugan of Restonget (auch Henry Bodryngam, * um 1430 † 1487) war ein englischer Ritter.

## Leben
Henry war ein Sohn von William Bodrugan. Er war ein einflussreicher und wohlhabender Landbesitzer aus Restronguet im südlichen Cornwall und sympathisierte mit Richard Plantagenet, 3. Duke of York und dem Haus York.
Sein Leben glich das eines Banditen, eines Verbrechers, der schon Ende der 1440er Jahre begann die Grafschaft Cornwall zu terrorisieren. Die Liste der Überfälle, Raubzüge und Verwicklungen in Mordfälle ist schier endlos. Es gab auch etliche Fälle, in denen Henry Bodrugan durch Androhung von Gewalt Menschen zwang deren Testament zu seinen Gunsten zu ändern und er veruntreute Gelder aus königlichen Commissiones, mit denen er betraut war.
So zum Beispiel wurde er 1449 beschuldigt zwei seiner Männer zum Mord an Thomas Brown angestiftet zu haben. Ein Jahr später überfiel er die Ländereien von Laurence Trewonwall und 1455 sollen einige seiner Lehensmänner auf sein Geheiß hin John Fortescue ermordet haben.
Das Parlament 1459 erließ aufgrund der unzähligen Beschwerden und Petitionen einen Act of Parliament und ordnete die Inhaftierung Bodrugans an, was aber nie umgesetzt wurde.
In den darauffolgenden Jahren unterließ Bodrugan seine verbrecherischen Umtriebe nicht und machte unvermindert weiter. Oft waren die Opfer zu sehr eingeschüchtert und hatten Angst gegen Bodrugan vorzugehen und trotzdem erreichten das Parlament unzählige Petitionen. Über die Jahre wurde er mehrfach geächtet und erhielt doch wieder Pardon. Im Jahr 1474 verhängte der König sogar eine Bill of Attainder über Henry Bodrugan, aber auch hier wurde letztendlich wieder Pardon gewährt.
Bodrugan war in Cornwall für König Eduard IV. einfach zu wichtig und einflussreich, so dass es ihm immer wieder gelang einer Bestrafung zu entgehen und er sogar mit vielen Commissiones beauftragt wurde, die er weiterhin für seine Veruntreuungen nutzte.
Im Oktober 1473 wurde er beauftragt St Michael’s Mount, das von John de Vere, 13. Earl of Oxford besetzt wurde, zu belagern und zu befreien.
Auch hier fand Henry eine Möglichkeit für sich einen Nutzen zu generieren, in dem er an die Belagerten Lebensmittel verkaufte und so die Belagerung hinauszögerte um Profit zu machen. Bodrugan wurde aber aufgrund des ausbleibenden Erfolgs von der Belagerung abgezogen.
Am 18. April 1475, im Rahmen der Feierlichkeiten zur Investitur des Thronfolgers, Eduard Plantagenet, zum Prince of Wales, erhielt Henry Bodrugan den Ritterschlag als Knight of the Bath.
Als 1483 Richards III. die Krone an sich riss, hatte dieser in Sir Henry einen treuen und kompromisslosen Anhänger. Sir Henry half 1483 den als Buckinghams Rebellion bekannten Aufstand niederzuschlagen. Hierfür wurde er mit Ländereien der Rebellen belohnt. Bodrugan wurde auch beauftragt das Gut und die Ländereien seines Rivalen Richard Edgcumbe, ein Anhänger des Hauses Lancaster und Aufständischer in der Rebellion, zu konfiszieren und Edgcumbe zu inhaftieren. Sir Henry überfiel hierauf das Gut Edgcumbes.
Im August 1485 kämpfte Sir Henry für seinen König bei der Schlacht von Bosworth und wurde durch den siegreichen Heinrich VII. mit einer Bill of Attainder belegt.
Sein Rivale Richard Edgcumbe wurde beauftragt Sir Henry zu verhaften und dessen Besitzungen zu konfiszieren. Als dieser aber den herannahenden Rivalen sah, floh er und rettete sich durch einen Sprung über eine Klippe, wo ein Boot wartete, um ihn ins Exil zu bringen. Diese Stelle an der Klippe wird heute noch als Bodrugan´s Leap bezeichnet.
Sir Henry schloss sich hierauf 1487 der Rebellion um Lambert Simnel und John de la Pole, 1. Earl of Lincoln an und war bei der Krönung Simnels am 24. Mai in Dublin zugegen.
Anschließend kämpfte Sir Henry in der letzten Schlacht der Rosenkriege bei Stoke gegen Heinrich VII.  und fiel höchstwahrscheinlich. Einige Quellen berichten jedoch, dass er erst 1488/89 verstarb.

## Ehe und Nachkommen
Sir Henry war zweimal verheiratet.
In erster Ehe mit Jane, eine Tochter des Sir William Courteney und Witwe von Sir William Beaumont.
Das Paar hatte einen Sohn, der außerehelich geboren wurde, als Jane noch mit William Beaumont verheiratet war.
- John Beaumont[13][3][1]

In zweiter Ehe mit Margaret, eine Tochter des William Herbert, 1. Earl of Pembroke und Witwe des Sir Thomas Talbot, 2. Viscount Lisle